# Hybos melanauges
Hybos melanauges är en tvåvingeart som beskrevs av Steyskal 1966. Hybos melanauges ingår i släktet Hybos och familjen puckeldansflugor. Inga underarter finns listade i Catalogue of Life.